# Pontifícia Universidade Católica de Minas Gerais
Het Pontifícia Universidade Católica de Minas Gerais (PUC-MG), is een universiteit in Belo Horizonte in Minas Gerais (Brazilië). De universiteit werd opgericht op 12 december 1958 onder de naam Universidade Católica de Minas Gerais.